# Tokajícká tragédie

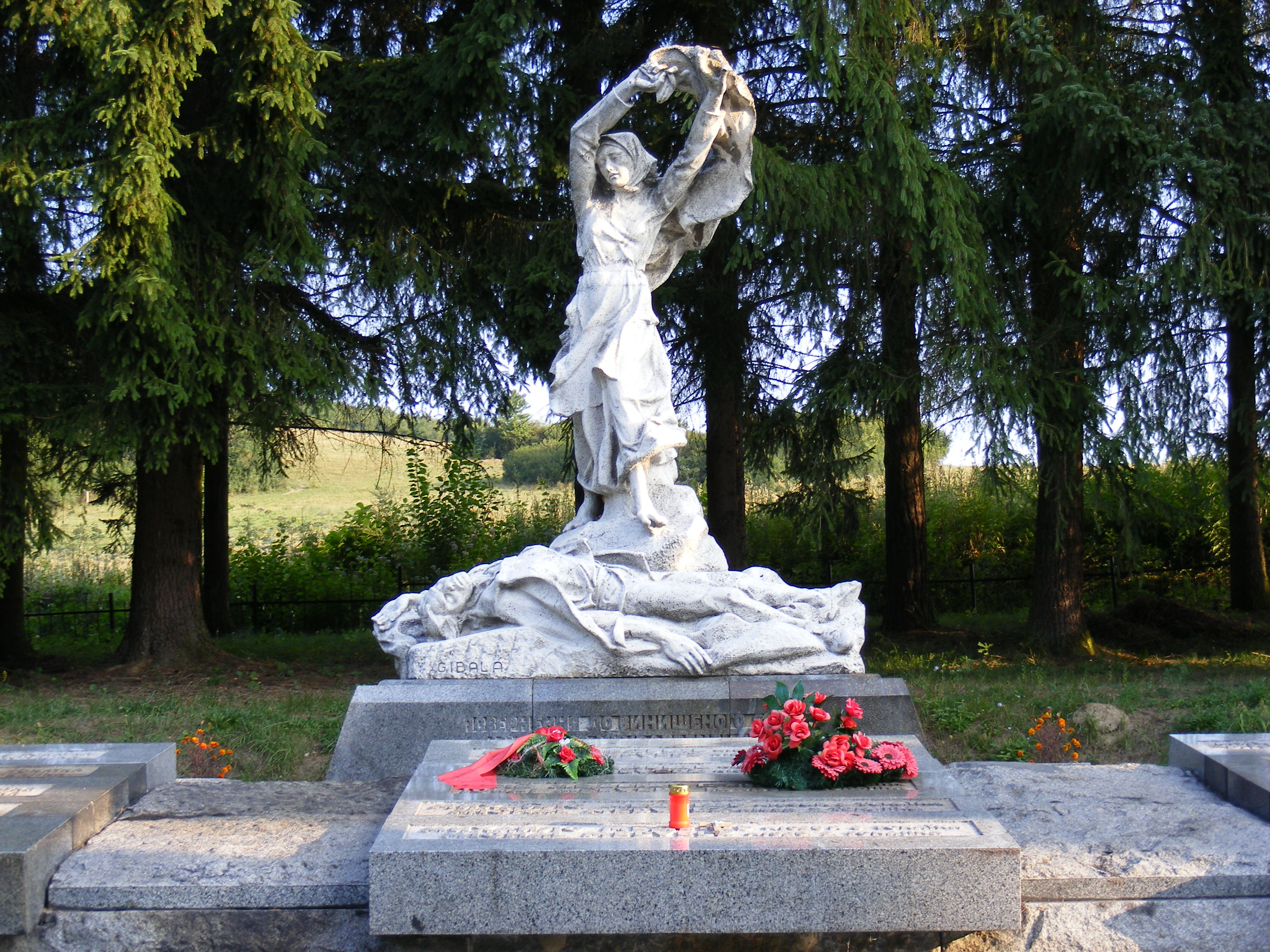
Památník „Návrat do vypálené obce“ stojící na hřbitově v Tokajíku.

Tokajícká tragédie nebo masakr v Tokajíku byl masakr, který se odehrál 19. a 20. listopadu 1944 v katastrálním území obce Tokajík na Slovensku jako odvetná akce německých jednotek za pomoc místního obyvatelstva partyzánům. 19. listopadu nejprve příslušníci německých jednotek soustředili muže z obce u místního kostela a odvedli je severně od obce, kde je postříleli. Zahynulo 32 mužů, 2 raněným se náhodou podařilo masakr přežít. Následujícího dne (20. listopadu) nacisté obec vypálili a vydrancovali, ženy a děti rozehnali.

## Předehra
Obec Tokajík měla v roce 1940 na začátku války 185 obyvatel. Od léta 1944 místní obyvatelstvo navazovalo styky s partyzány. Obec byla spolu s dalšími 22 obcemi součástí území, na němž působil partyzánský svazek Čapajev, konkrétně oddíl Za vlasť, jemuž velel sovětský důstojník Roman Stěpanovič Strelcov, ale i jednotky Požarskij a Majorov. Obyvatelé obce poskytovali partyzánům zásoby i zpravodajské informace. V říjnu 1944 Němci v obci ubytovali několik desítek zajatých sovětských vojáků. Partyzáni pod velením Rudolfa Jánošíka v obci přepadli německé hlídky a zajatce osvobodili. Na podzim 1944 se boje mezi partyzány a německými vojsky vyostřily a partyzáni, čelící tlaku německých jednotek, byli od poloviny listopadu nuceni ustoupit, nebo se probíjet k sovětským vojskům 4. ukrajinského frontu, která již v té době dosáhla Medzilaborců.

## Odvetná akce
Pacifikací obce Tokajík byla pověřena jednotka Kommando ZbV 27 (ZbV – německy zkráceně zur besonderen Verwendung – „pro zvláštní účel“), spadající pod Einsatzgruppe H. V noci z 18. na 19. listopadu 1944 německé jednotky o síle asi 200 mužů pod vedením oberfeldwebla Kumanna obklíčily obec a v neděli ráno sestoupily z lesů do vesnice. Následně začaly prohledávat jednotlivé domy a zatýkat muže, které spoutaly a shromáždily v zahradě u kostela. Následně vydaly rozkaz, aby jim jejich příbuzní zajistili teplé oblečení a stravu na 3 dny. Kolem jedenácté hodiny muži v trojstupech v doprovodu německých vojáků odešli směrem na sever údolím potoka. Muži kráčeli v přesvědčení, že je německé jednotky vedou na polní práce při budování zákopů.
Asi 1 km od obce je velitel německé jednotky zastavil a přikázal přečíst rozsudek, který je za pomoc partyzánům odsuzoval k trestu smrti, jenž měl být vykonán okamžitě. Nacistická jednotka následně spustila palbu. Někteří ze zajištěných mužů se při tom pokusili o útěk, ale prakticky všichni byli zkoseni palbou. Ti, kteří nadále jevili známky života, byli zastřeleni ranou z pistole. Dva ranění muži zůstali na živu, protože oba byli v bezvědomí a probrali se až po odchodu německých vojáků. Byli to Andrej Stropkovský a Michal Medvedz, který ležel pod tělem svého mrtvého bratra. Poté, co se probrali, vzali potraviny, které zůstaly na místě masakru, a 10 dní se ukrývali v blízkém lese.
Následujícího dne Němci rozehnali starce, ženy a děti z obce, tu pak vydrancovali a vypálili. Shořelo 27 domů a 28 hospodářských budov. Zůstal stát pouze místní kostel a jeden poškozený dům.
Mrtvá těla postřílených mužů ležela na místě masakru severně od obce až do 12. prosince 1944.

## Další odvetné akce
Vypálení Tokajíku bylo součástí širšího plánu boje proti partyzánům. Téhož dne byla v okrese Stropkov vypálena i obec Veľká Domaša. 21. listopadu stejný osud postihl Jakušovce, Kolbovce, Vojtovce a Soľník. Následujícího dne lehly popelem Turany a Potočky. 24. listopadu nacisté vypálili i obec Korunková a 28. listopadu Brusnici.

## Tokajík po vypálení
28. listopadu 1944 obec osvobodila sovětská vojska 4. ukrajinského frontu. 12. prosince byli s pomocí obyvatel sousední obce zastřelení muži pohřbeni do masového hrobu v místě jejich popravy. Po návratu obyvatel obce byla těla exhumována a 4. dubna 1945 pohřbena na místním hřbitově do samostatných hrobů.
Pozůstalí obyvatelé žili ve skromných podmínkách až do roku 1946, kdy stát přispěl na obnovu obce.

## Památník
V roce 1959 byl na místě masakru odhalen kamenný obelisk a na místním hřbitově památník. Jeho autorem je František Gibala. V roce 1969 byla v obci instalována pamětní místnost. Později zde bylo založeno i muzeum, které bylo ale v roce 1995 přesunuto do Svidníku. Po rekonstrukci začalo muzeum fungovat v květnu 2009.